# Botlichskij rajon
Il Botlichskij rajon (in russo Ботлихский район?) è un distretto municipale del Daghestan, situato nel Caucaso.